# India ai Giochi della XXII Olimpiade
L'India partecipò ai Giochi della XXII Olimpiade, svoltisi a Mosca, Unione Sovietica, dal 19 luglio al 3 agosto 1980, con una delegazione di 72 atleti impegnati in otto discipline.

## Medaglie
| Medaglia | Nome | Sport           | Evento          |
| -------- | --- | --------------- | --------------- |
| Oro      | Vasudevan Baskaran Bir Bhadur Chettri Sylvanus Dung Dung Merwyn Fernandes Zafar Iqbal Maharaj Krishan Kaushik Charanjit Kumar Maneyapanda Muthanna Somaya Allan Schofield Mohamed Shahid Davinder Singh Gurmail Singh Amarjit Singh Rana Rajinder Singh Ravinder Pal Singh Surinder Singh Sodhi | Hockey su prato | Torneo maschile |

## Risultati

### Pallacanestro
- Uomini

| Atleta | Classifica |
| --- | ---------- |
| V · D · M Nazionale indiana - Pallacanestro ai Giochi della XXII Olimpiade - Torneo maschile 4 Diniar · 5 A. Singh · 6 T. Singh · 7 Pr. Singh · 8 Shyam · 9 B. Singh · 10 Gurumurthy · 11 Pa. Singh · 12 Nagarajan · 13 J. Singh · 14 Han. Singh · 15 Har. Singh · All. Makkolath Rajan | 12°        |
| Nazionale indiana - Pallacanestro ai Giochi della XXII Olimpiade - Torneo maschile |            |
| 4 Diniar · 5 A. Singh · 6 T. Singh · 7 Pr. Singh · 8 Shyam · 9 B. Singh · 10 Gurumurthy · 11 Pa. Singh · 12 Nagarajan · 13 J. Singh · 14 Han. Singh · 15 Har. Singh · All. Makkolath Rajan                                                                                              |            |